# Campeonato Paulista 1931
In 1931 werd het 30ste Campeonato Paulista gespeeld voor clubs uit de Braziliaanse staat São Paulo. Na vier jaar een gesplitste competitie was er dit jaar weer een uniforme competitie. De competitie werd gespeeld van 29 maart 1931 tot 10 januari 1932. São Paulo werd kampioen.

## Eindstand
| Plaats | Club              | Wed. | W  | G | V  | Saldo | Ptn. |
| ------ | ----------------- | ---- | -- | - | -- | ----- | ---- |
| 1.     | São Paulo         | 26   | 20 | 5 | 1  | 92:30 | 45   |
| 2.     | Palestra itália   | 26   | 21 | 1 | 4  | 84:35 | 43   |
| 3.     | Santos            | 25   | 18 | 6 | 1  | 79:28 | 42   |
| 4.     | Portuguesa        | 25   | 14 | 4 | 7  | 55:35 | 32   |
| 5.     | Atlético Santista | 24   | 12 | 7 | 5  | 66:44 | 31   |
| 6.     | Corinthians       | 26   | 10 | 9 | 7  | 66:48 | 29   |
| 7.     | Guarani           | 26   | 11 | 4 | 11 | 54:49 | 26   |
| 8.     | Juventus          | 26   | 10 | 3 | 13 | 47:64 | 23   |
| 9.     | Sírio             | 26   | 10 | 2 | 14 | 60:56 | 22   |
| 10.    | Internacional     | 26   | 7  | 6 | 13 | 36:51 | 20   |
| 11.    | AA São Bento      | 26   | 4  | 6 | 16 | 45:74 | 14   |
| 12.    | Sportivo América  | 26   | 5  | 2 | 19 | 32:95 | 12   |
| 13.    | Ypiranga          | 26   | 4  | 3 | 19 | 31:82 | 11   |
| 14.    | Germânia          | 26   | 4  | 2 | 20 | 35:91 | 10   |

|  | Kampioen |

### Kampioen
| Campeonato Paulista de 1931   |
| São Paulo                     |
| ----------------------------- |
| SÃO PAULO Kampioen (1° titel) |

## Topschutter
| Speler            | Speler  | Goals | Club   |
| ----------------- | ------- | ----- | ------ |
| Vlag van Brazilië | Feitiço | 39    | Santos |